# Big Sur

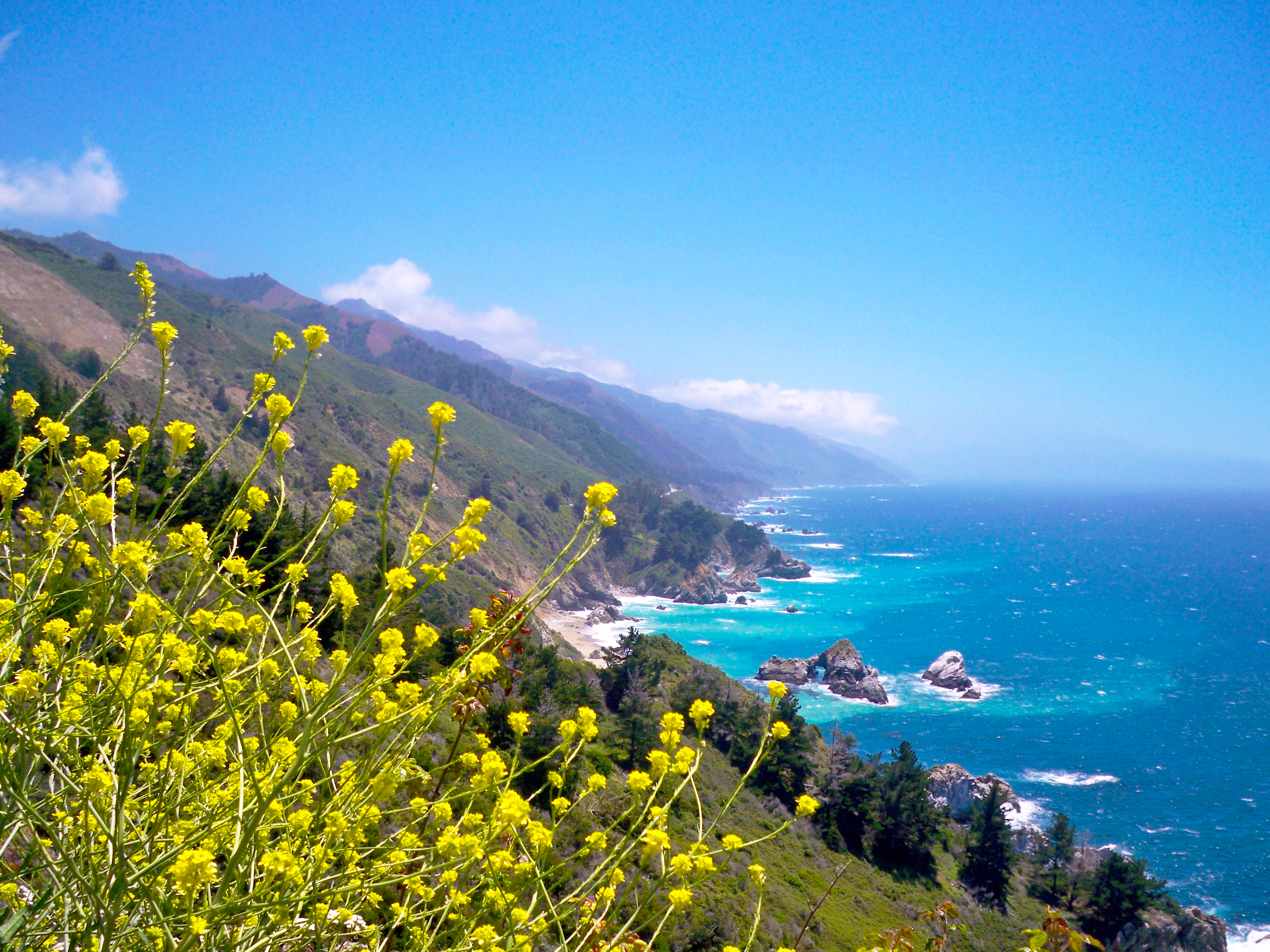
La côte de Big Sur suivant la Côte Centrale de Californie. Photographie prise près du parc d'État Julia Pfeiffer Burns.

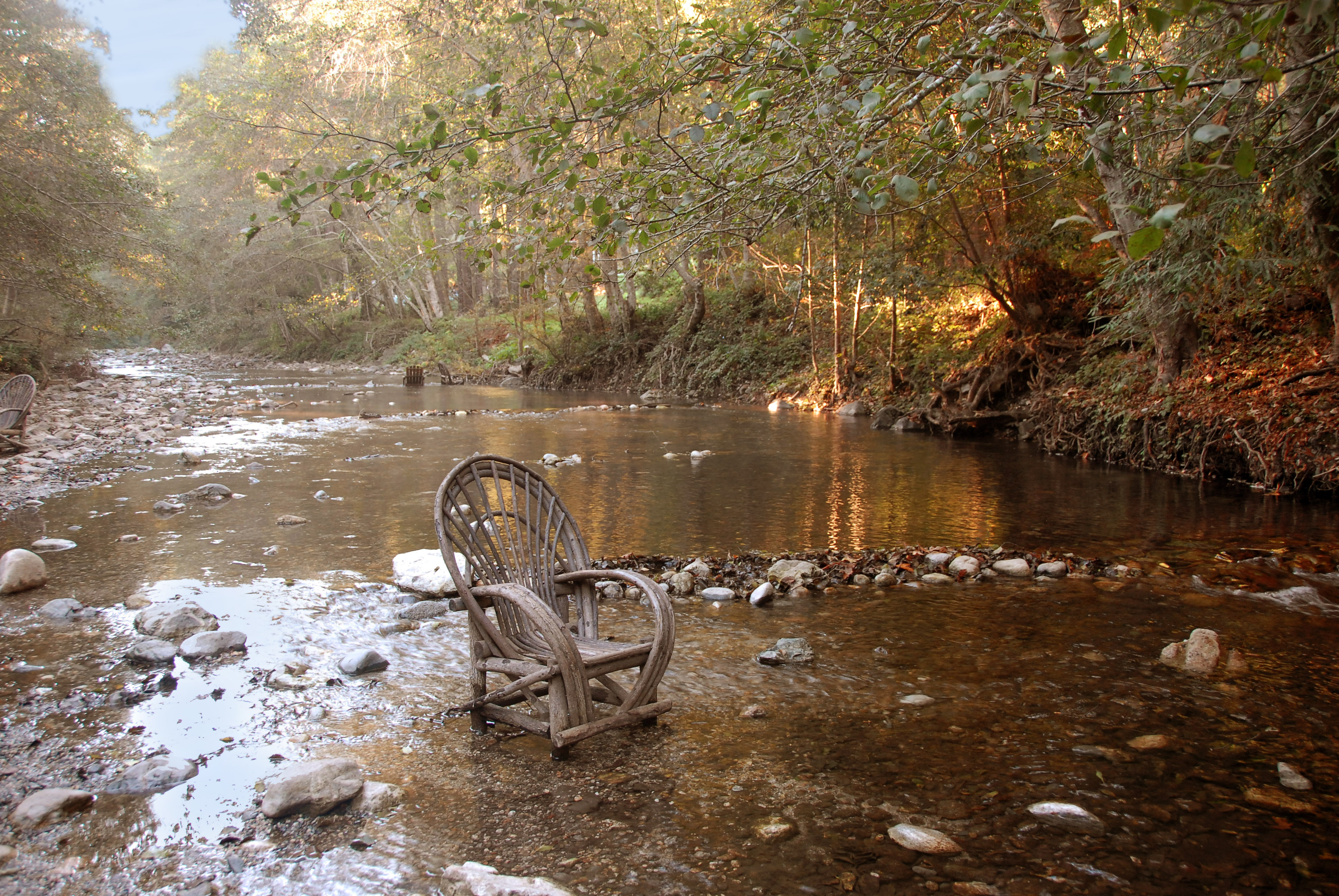
Big Sur River le long de la CA 1.

Pour les articles homonymes, voir Big Sur (homonymie).
Big Sur (/bɪg ˈsɝ/) désigne une partie de la côte californienne, dans l'Ouest des États-Unis.

## Étymologie
Le nom « Big Sur » a ses origines dans l'histoire des Espagnols dans cette région. En effet, ils appelaient la vaste région côtière relativement inexplorée au sud de Monterey « el país grande del sur », ce qui signifie « le grand pays du sud ». Cela a souvent été abrégé en « el sur grande », (le grand sud), et de là, partiellement traduit en anglais. Les deux principaux fleuves drainant cette partie de la côte ont été nommés El Rio Grande del Sur et El Rio Chiquito del Sur.

## Géographie
Cette partie s'étend sur environ 140 km entre la ville de Carmel-by-the-Sea au nord et San Simeon. Elle a été créée par la collision des chaînes côtières du Pacifique, plus précisément la Santa Lucia Range avec la plaque de l'océan Pacifique. Les paysages de Big Sur sont constitués de falaises qui semblent tomber à pic dans l'océan, souvent noyés dans le brouillard. Cone Peak est la plus haute montagne côtière des États-Unis, en dehors de l'Alaska et d'Hawaï. Ce sommet s'élève à 1 600 mètres d'altitude et se trouve à seulement 4,8 km de l'océan. L'humidité permet le développement de forêts, que l'on ne retrouve pas forcément à l'intérieur des terres. L'extrémité nord de Big Sur se trouve à environ 200 km au sud de San Francisco, et l'extrémité méridionale est à environ 400 km au nord de Los Angeles.

## Histoire

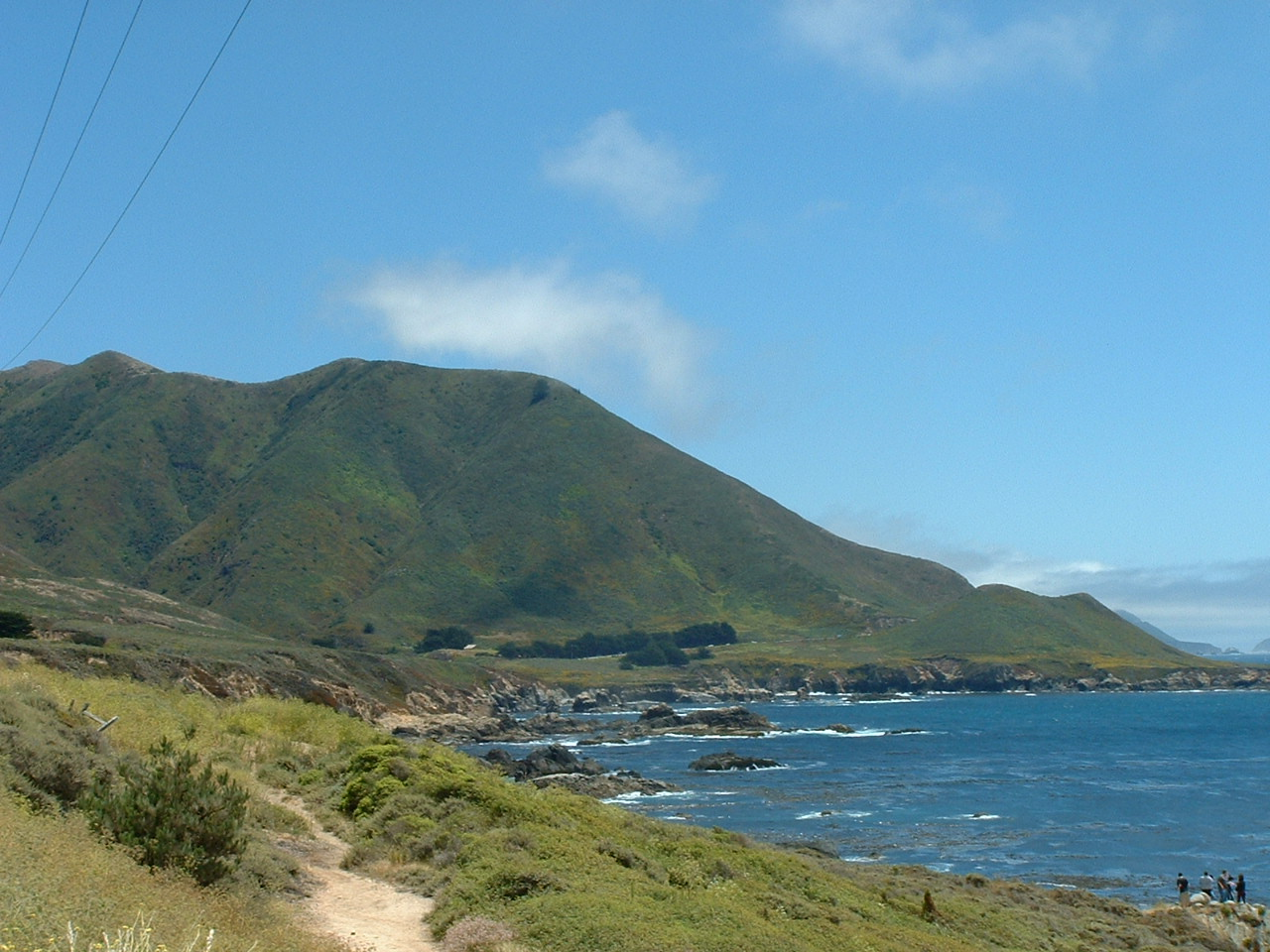
Un paysage de Big Sur.

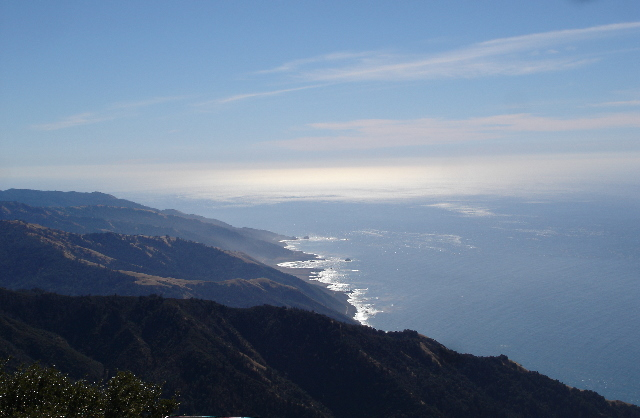
Big Sur vu du sommet de Cone Peak, 1.6 km au-dessus de niveau de la mer.

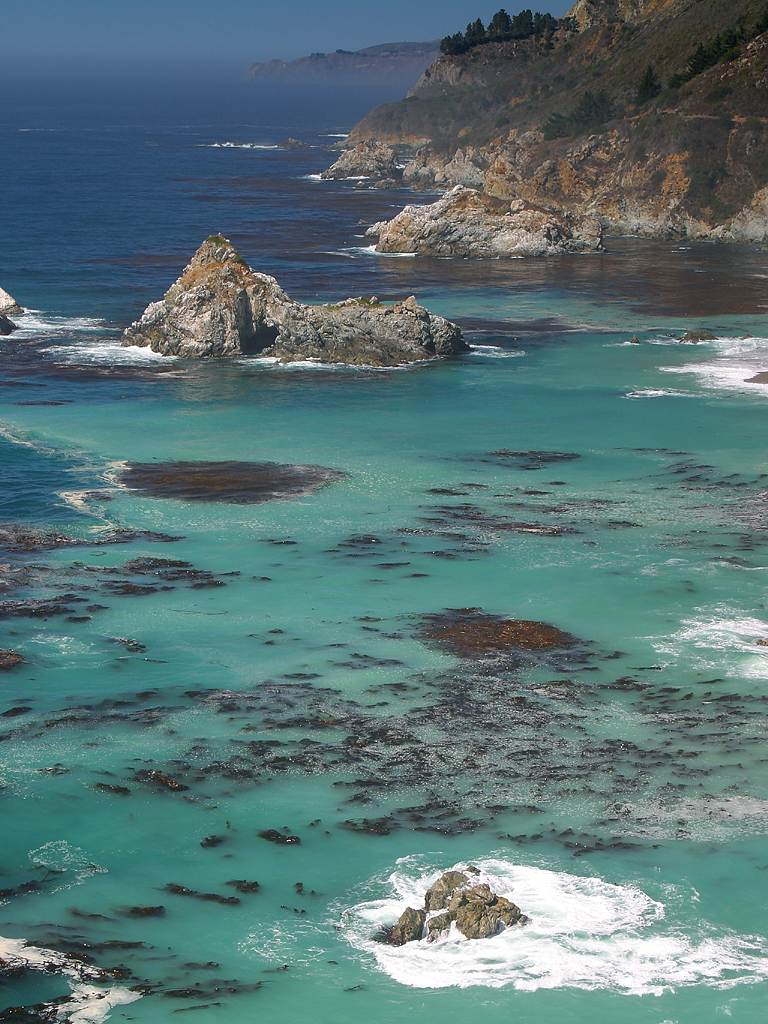
Big Sur au nord de Monterey.

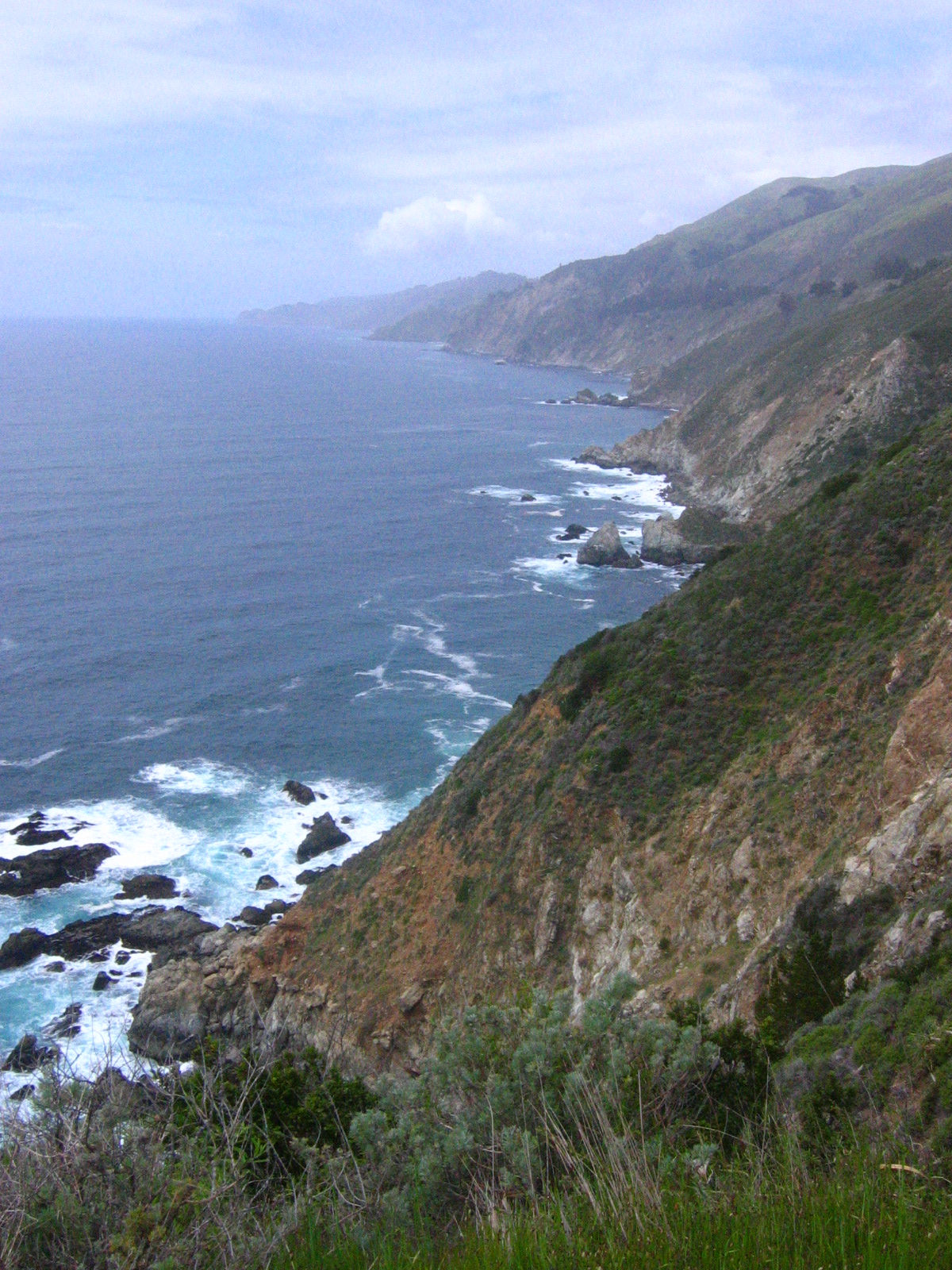
Big Sur.

### Époque pré-hispanique
Trois tribus amérindiennes, les Ohlone, Esselen et Salinan, sont les premiers peuples à avoir habité la région connue aujourd'hui sous le nom de Big Sur. Les vestiges archéologiques montrent qu'ils y ont vécu pendant des milliers d'années en nomades, et qu'ils vivaient de la chasse. En réalité, peu de traces de leur culture matérielle ont été retrouvées. Les pointes de leurs flèches étaient faites d'obsidienne et de silex, ce qui indique qu'ils pratiquaient des échanges commerciaux avec des tribus situées à plusieurs centaines de kilomètres de leurs territoires, puisque les sources les plus proches de ces roches sont situées dans les montagnes de la Sierra Nevada et au nord des chaînes côtières du Pacifique de la Californie. Ces peuples suivaient le gibier et se déplaçaient chaque saison, vivant près de la côte en hiver pour profiter de l'abondance des moules et des poissons, et à l'intérieur des terres le reste du temps pour récolter les glands de chênes. Ils utilisaient des mortiers pour écraser les glands et en faire de la farine. Ces tribus maîtrisaient aussi les techniques du feu permettant d'augmenter la croissance des arbres et la production de nourriture.

### Arrivée des Espagnols
Les premiers Européens qui découvrent Big Sur sont les marins espagnols menés par João Rodrigues Cabrilho en 1542, qui ne s'arrêtent pas dans la région mais continuent leur voyage vers le nord. Deux siècles passent avant que les Espagnols n'essaient de coloniser la région. En 1769, l'expédition menée par Gaspar de Portolà est la première à poser le pied à Big Sur, dans le sud, près de San Carpoforo Canyon.
Impressionnés par les falaises, les explorateurs évitent la zone et se dirigent plutôt vers l'intérieur des terres. C'est de cette époque, alors que le père Junipero Serra fonde une mission à Monterey en 1770, que la région reçoit le nom de el país grande del sur (quelquefois el sur grande), ou le grand pays du sud, parce que c'était une terre vaste, inexplorée et impénétrable, située loin au sud de la capitale, Monterey.

### Territoire mexicain, territoire américain
Tout comme le reste de la Californie, Big Sur devient un territoire mexicain lors de l'indépendance du Mexique en 1821. En 1834, le gouverneur mexicain José Figueroa offre un rancho de 9 000 acres à Juan Bautista Alvarado. Celui-ci passe peu après dans les mains du Capitaine J.B.R Cooper. En 1848, la guerre américano-mexicaine cède la Californie aux États-Unis. Grâce au Homestead Act de 1862, quelques pionniers s'installent à Big Sur, attirés par la promesse de parcelles gratuites de 160 acres. De nombreux sites locaux sont nommés en leur hommage : ainsi, Pfeiffer, Post, Partington, et McWay sont des noms courants dans la toponymie régionale. Sous l'influence de l'héritage anglo-hispanique du pays, les nouveaux colons ont mélangé l'anglais et l'espagnol et commencé à appeler l'endroit Big Sur.
Des années 1860 aux premières décennies du XXe siècle, l'industrie du bois de charpente fait disparaître une grande partie des séquoias de la côte. L'économie locale est dominée par la recherche d'or, et des industries liées au calcaire et au bois. Elle permet à la région d'abriter une population et de créer des emplois plus nombreux qu'aujourd'hui. Dans les années 1880, une localité, Manchester, est fondée à la suite d'une ruée vers l'or locale. Elle compte 200 habitants, quatre magasins, un restaurant, cinq saloons, un hôtel, mais elle est abandonnée au début du XXe siècle et brûlée en 1909. Comme à l’époque il n'y a pas de routes fiables pour approvisionner ces industries, les entrepreneurs locaux font construire de petits débarcadères à bateaux le long de la côte. Aucun d'entre eux ne subsiste aujourd'hui, et peu d'autres témoins de cette brève période industrielle permettent de s'en faire une idée. Avec de telles infrastructures, un voyage d'une cinquantaine de kilomètres sur une piste dangereuse et accidentée comme celle qui reliait Monterey à Pfeiffer Ranch pouvait prendre trois jours en chariot (wagon). Un terrain pareillement isolé et accidenté rendait très difficile l'installation de colons.

### XXesiècle
Après la fin de cette brève expansion industrielle, les premières décennies du XXe siècle ne voient que peu de changements, et Big Sur reste un désert presque inaccessible. Aucun habitant n'a l'électricité jusqu'aux années 1920 et, même alors, elle n'est disponible que pour deux maisons de la région tout entière, générée localement par des moulins à vent et à eau. Le raccord avec le réseau électrique de l'État n'a lieu qu'au début des années 1950. Mais avec l'achèvement de la California State Route 1 en 1937 (après dix-huit ans de travaux), Big Sur est enfin reliée au monde extérieur et l'économie locale est totalement transformée. Ranchs et fermes apparaissent rapidement, aidés par l'arrivée des touristes qui achètent des résidences secondaires. À partir de 1950, ce sont les écrivains et les artistes, dont Henry Miller, Robinson Jeffers, Edward Weston, Richard Brautigan, Hunter S. Thompson, Aldous Huxley et Jack Kerouac qui sont attirés par la région.
Aujourd'hui cependant la région de Big Sur demeure faiblement peuplée, avec moins de 1 500 habitants, selon le recensement de 2000. Son économie repose en totalité sur le tourisme et son territoire partagé entre les possessions privées et celles des parcs. Le terrain montagneux et le manque de propriétés disponibles pour le développement ont maintenu Big Sur presque intact.

## Liste des parcs d'État, du nord au sud

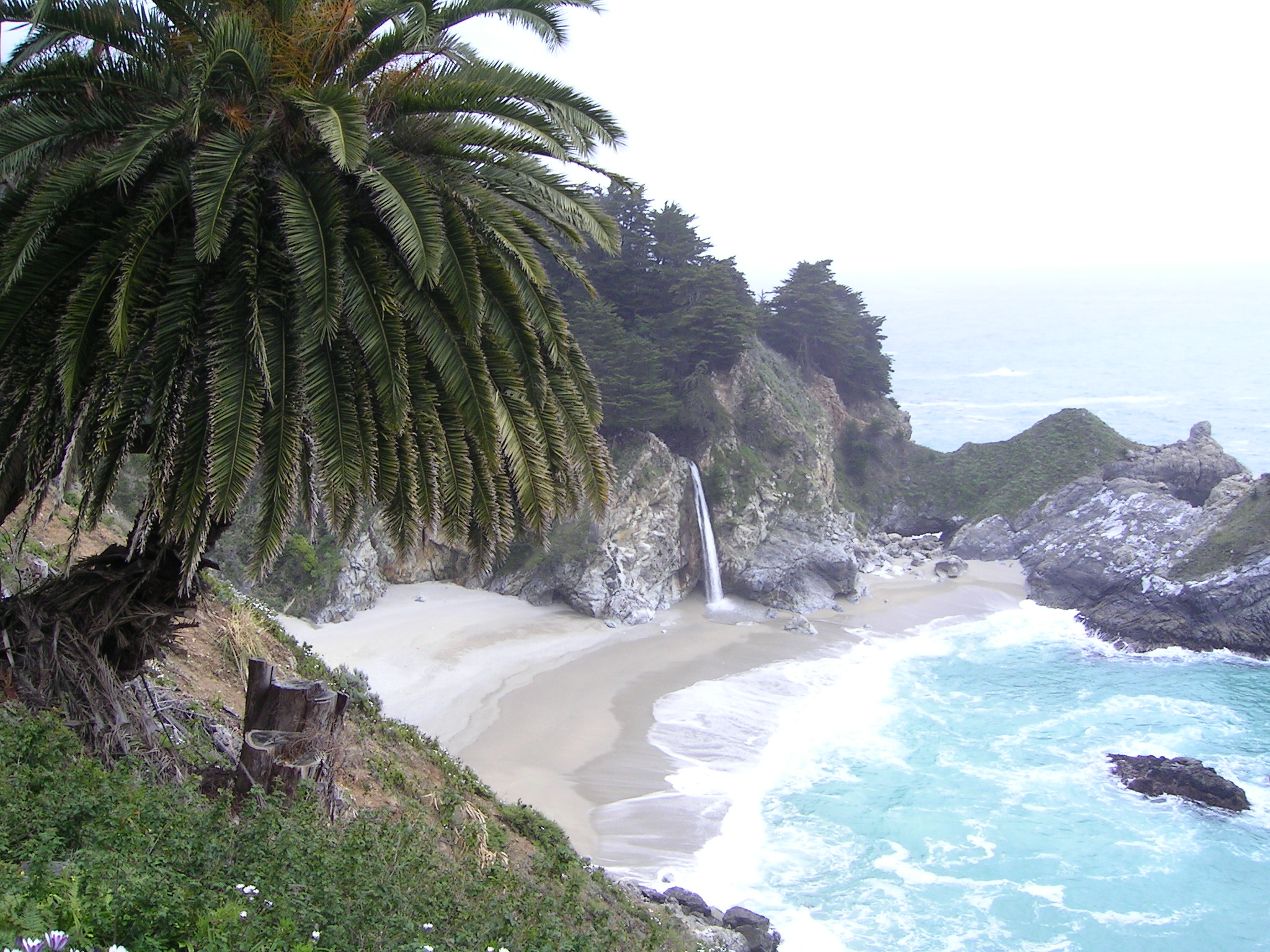
Chute d'eau McWay dans le Julia Pfeiffer Burns State Park, Big Sur.

- Carmel River State Beach
- Point Lobos State Reserve
- Garrapata State Park
- Point Sur Lightstation State Historic Park
- Andrew Molera State Park
- Pfeiffer Big Sur State Park
- Julia Pfeiffer Burns State Park
- John Little State Reserve
- Limekiln State Park

## Dans la culture
La résidence de Catherine Tramell, incarnée par Sharon Stone dans Basic Instinct, se trouve à Yankee Point, non loin de Point Lobos.
L'un des romans de Jack Kerouac (Big Sur) se passe dans cette région. L'auteur s'installe dans une cabane à Big Sur pour se reposer et pour écrire.
Big Sur et les oranges de Jérôme Bosch est un récit d'Henry Miller dans lequel il raconte les années passées dans la nature sauvage de Big Sur.
La Promesse de l'aube (1960), roman autobiographique de Romain Gary, est ponctué d'« interludes » où le narrateur raconte ses souvenirs, allongé sur une plage de Big Sur, au milieu des phoques, oiseaux de mer, et des baleines avec leur « jet d'eau » (sic).
La chanson Road Trippin', du groupe Red Hot Chili Peppers, fait référence à cet endroit.
macOS 11, introduit le 22 juin 2020, porte le surnom de Big Sur.
Le premier roman publié de Richard Brautigan s'intitule Un général sudiste de Big Sur (1964).